# 突撃!!ファミコンウォーズ
『突撃!!ファミコンウォーズ』（とつげき!!ファミコンウォーズ）は、任天堂から2005年10月27日に発売された、ニンテンドー ゲームキューブ用ゲームソフト。開発は、イギリスの企業「Kuju Entertainment」が担当した。

## 概要
タイトルにも書かれているとおり、戦略シミュレーションゲームの「ファミコンウォーズ」シリーズの一つであるが、本作は登場するユニットの一部を自機として操作・切り替え可能なサードパーソン・シューティングゲームの趣を持つ。同時に、他のユニットへの指示も可能となっている。
ユニットごとに得意不得意の分野がはっきりとしており、例えばバズーカ兵は装甲戦闘車両に強いが歩兵や火炎放射兵に弱く、爆撃機はほとんどの地上のユニットに強いがミサイル兵や戦闘機に弱く、ミサイル兵は空中のユニットに強いが歩兵などの地上の小さなユニットには攻撃が当てづらい、といったと特徴がある。ただし、あくまで相性が悪いというだけで、戦術次第では勝てる場合もある。実際、歩兵の機銃やさらには火炎放射でも時間をかければ重戦車も破壊可能である。
プレイヤーは、フィールド内に存在する味方の複数のユニットの内、一つを「任意」に選択・操作し、また味方のユニットに指示を与えて、敵を攻撃・キャプチャーポイントの占領を行える。ミッションクリア後は、パワー、スピード、テクニックの3つが評価され、それらから総合的な評価がなされる。戦闘フィールドはマップ閲覧中を除いて常に敵味方のユニットが動き、戦況が刻一刻と変化するため、リアルタイムストラテジー要素もある。
また、ファミコンウォーズ特有の詰め将棋要素も含んでいる。

## ユニット

### 兵士ユニット
歩兵
兵士ユニットの中で基本となるユニット。特に突出した性能はないが、数が多いことが特徴。
拠点の占拠や、攻撃に時間がかかるユニットを包囲して攻撃したり、設置されているMGネストに搭載して防衛力を上げるなど、重要な役割を持つ。
MG兵
歩兵の強化ユニットにあたる。武器がマシンガンになっており、Aボタンを押しっぱなしにすることでマシンガンを連射できる。Aボタンを押しっぱなしにしていると連射速度と熱ゲージが上昇していき、最大になると銃がオーバーヒートしてしまい、ゲージが一定以下になるまで撃てなくなる。歩兵や車両ユニット、ヘリとあらゆるユニットと互角に戦う事ができる。
火炎放射兵
火炎放射器を装備した歩兵。射程が短いが、攻撃判定が持続しつつ複数のユニットに貫通して当たるため、対歩兵戦では絶大な威力を誇り、集団でまとまった歩兵戦では特に有効となる。一部の車両ユニットに対しても効果がある。Aボタンを押しっぱなしにしていると威力と熱ゲージが上昇していき、最大になると銃がオーバーヒートしてしまい、ゲージが一定以下になるまで撃てなくなる。
バズーカ兵
バズーカを装備した歩兵。バズーカは威力が高いが、弾速が遅く連射速度は非常に遅い。歩兵には当たりにくいが、偵察車や軽戦車には当たりやすく相性が良い。
ミサイル兵
ミサイルを装備した歩兵。Aボタンを押しっぱなしにすることでチャージを開始し、ゲージの溜まり具合に応じて最大4発まで飛んでいく。ミサイルは一定距離を直進後、ランダムな方向に飛んでいき、何かに命中するか時間が経過すると、小さな爆風を伴い爆発する。空ユニットにロックオンした時のみ、そのユニットを追尾するようになる。また、軽戦車などの車両ユニットに密着して攻撃することで、バズーカ兵以上の攻撃力とリスクを生みだすこともできる。
グレネード兵
グレネードガンを装備した歩兵。Aボタンを押しっぱなしにすることでチャージを開始し、ゲージの溜まり具合に応じて威力が上がる。グレネードは弧を描いて飛んでいき、命中すると爆発する。敵の死角を突いて攻撃できるのが特徴。

### 車両ユニット
歩兵ユニットに対し、体当たりでダメージを与えることも可能。
軽戦車
戦車砲とマシンガンを装備した戦車。マシンガンは戦車砲とは別に周囲を自動で攻撃するため、歩兵ユニットへの攻撃や防衛が可能。
重戦車
戦車砲及びマシンガンが2門ずつになり、火力が向上している戦車。装甲も多少上がっている。
軽偵察車
操作に独特の癖があるものの、高速での移動が可能なユニット。マシンガンによる対歩兵戦闘も一応できる。
重偵察車
軽偵察車よりも操作性が良くなっている。またマシンガンの火力も多少向上。
対空戦車
強力な対空ミサイルを発射できるユニット。地上ユニットに対してはマシンガンのみ。
自走砲
遠隔射撃を行えるユニット。弾速自体は遅いため、戦車や動かない物に対して有効。
グレートタンク
非常に高い威力の戦車砲と副砲、マシンガン、その上に堅牢な装甲を持つ地上最強ユニット。だが空からの攻撃には弱い。

### 飛行ユニット
輸送ヘリ
唯一プレイヤーが操作不可なユニット。特定地点に到着すると自軍のユニットを排出する。
爆撃機
地上への爆撃が可能なユニット。地上ユニットに対して絶大な攻撃力を発揮するが、対空攻撃はマシンガンのみの為、戦闘機を苦手とする。
戦闘機
強力な対空ミサイルを装備している。地上ユニットに対しては非常に攻撃を当てづらいが、圧倒的な推進力と飛行ユニットに対して強力な攻撃力を持つ。
戦闘ヘリ
ミサイルとマシンガンを装備したヘリ。空中を自在に動ける機動力を持ち、対空兵器を除く地上ユニットに対して優秀な攻撃力を持つ。飛行ユニットにも攻撃可能。
ギガファイター
対空、対地双方に強力な武装を持つユニット。機動性が低めなのと、後方攻撃が出来ないのが弱点。

## 登場する国家
ウエスタンフロンティア国（Western Frontire)
プレイヤーがストーリーで操作する国家で、イメージカラーは緑。
兵器モチーフおよび国家イメージはアメリカ。ウエスタン（西部）やフロンティア（開拓）と言うだけあって、色々と西部劇っぽい。
ツンドラ国（Tundran Territories）
ウエスタンフロンティアの隣に位置する国家で、イメージカラーは赤。ツンドラという名のとおり積雪が多いが、産業は農業が盛んで戦闘車両は農耕用のものがベースと分かる。ウエスタンフロンティアとは長年のライバルで、ノバ元帥が停戦を結ぶもののストーリー序盤に交戦状態に陥るが、後に改めて同盟を結ぶ。また、経済的には決して豊かとは言えないため、車両ユニットはトラクターを改造したものを使用している。
アメリカにあたる国とライバル、寒冷な国土など、国家のイメージとしてはロシアに近い。
エキシルバニア帝国（Xylvania）
衰退の進んでいる国家で、イメージカラーは青。好戦的な指導者の下、各国を侵略する。ソーラーエンパイアの手により、凶悪な軍隊であるアイアンレギオン軍（Iron Legion）が封印されている地でもある。
国家イメージは戦時中のドイツに近い。荒廃した古城のある国土や、東欧を思わせる国名、指導者たちの容姿など、吸血鬼伝説を思わせるデザインも多い。
ソーラーエンパイア国（Solar Empire）
島国の国家でイメージカラーは白。他国よりも突出した科学水準の高さを持ち、プラズマ砲などオーバーテクノロジーとも言える技術もある、そのため、対空兵器のミサイル以外は実体弾ではなく、レーザービームのような弾丸を出すが、能力は他の国のユニットとはあまり変わりない。
登場する兵器はSF的なものであり、歩兵の姿は日本の戦国時代の兵士を思わせる（言語もネイティブな英語とは遠い印象）。所謂「欧米人が考える日本(サムライや高い科学力)」的なイメージである。
なお、ウエスタンフロンティア以外の国家はボーナスミッションで操作可能。

## 司令官
ウエスタンフロンティア軍
ハーマン将軍
ウエスタンフロンティア軍の将軍。血の気が上りやすく、何かあるとメガホンを手に大声で喋りちらすため煙たがれることも多いが、実際は熱血的かつとても部下思いな男性。語尾に「ぢゃ」を付けて喋る。
ベティー准将
ウエスタンフロンティア軍の女性将校。楽観的かつ軽い口調、そして負けず嫌いと子供っぽい面も多いが、軍人としては優秀で部下の士気高揚において高い能力がある。所謂ムードメーカー的存在。
オースティン大佐
ウエスタンフロンティア軍の将校で、他の二人とは違って常に冷静沈着で真面目な男性。しかしその一方、真面目すぎてその様子が滑稽に見えてしまうことも多い。
ツンドラ軍
ノバ元帥
最近になって父から指揮権を譲られたツンドラ国の指導者。気高く厳格な平和主義者。国民のため文治による近代国家作りを目指しており、ウエストフロンティアと停戦協定を結んだ。平和主義だが、父譲りの軍事的才能もある。
ゴルギ大帝
ノバの父親で、先代指導者。古きツンドラ国を象徴するような軍人気質の武断主義者で、指揮権を譲ったもののノバのやり方には不満がある。コーラルリーフ戦役中にフロンティア・ツンドラ連合軍に加勢するも、その勝利の直後にウーベルに暗殺される。
ネリー少佐
ツンドラ軍の非常に大柄な女性。体格どおりのドラム缶を軽々持てる怪力だが、内面はかなり女性的で礼儀正しく、語尾に「ですわ」を付けて喋る。好みの男性はハキハキしたタイプ。
エキシルバニア軍
ブラッド皇帝
エキシルバニアの指導者。高齢のはずだが、不気味な生命力あふれた人物。祖国の復興そして荒廃へと追いやった他国への復讐のため、大規模な軍備拡張と軍事侵攻を行っている。
ウーベル司令官
エキシルバニア軍の幹部で、ゴリラのような姿のごつい男性。かなり間の抜けた単細胞だが、ブラッドら上官に対しては絶対の忠誠心を持つ。
イングリッド婦人伯爵
ブラッドの側近である女性。優秀ではあるが、野心家な性格で、衝動的かつ自分本位な考えで行動するという危険な思想を持つ。ザマス口調。物語終盤でブラッドを裏切り暴走するが、最終的にレイ＝クォに焼殺される。
ソーラーエンパイア軍
女帝レイ＝クォ
ソーラーエンパイアの指導者。神秘的な雰囲気を持つ気品あふれた女性だが、指導者たる厳しさと冷酷な面も持つ。敬語で喋る。何か不思議な力があるといわれている。

## 続編
- 突撃!!ファミコンウォーズVS

日本では2008年5月15日にWiiで販売。新しく海軍のユニットが追加され、Wi-Fiコネクションを利用した対戦も可能。なお、ゲームキューブコントローラーでの操作は非対応である。